# 荆州职业技术学院
荆州职业技术学院（英語：Jingzhou Institute Of Technology，简称）是位于中华人民共和国湖北省荆州市的一所全日制公办高等职业院校。

## 校史
荆州职业技术学院于2001年4月18日经湖北省人民政府批准设立，由荆州市财政会计学校、荆州财税会计学校、荆州市机电工程学校、荆州农业学校、荆州市纺织职工大学组建成立。2015年3月，湖北省教育厅与荆州市人民政府签署共建协议，成为厅市共建制学校，并被确定为湖北省高职教育改革试点单位。

## 现状

### 院系专业
学院现有12个院部。开设47个专业，其中会计专业为省级品牌专业，汽车检测与维修技术、服装与服饰设计、旅游管理、畜牧兽医4个专业为省级特色专业。
- 医药学院
- 护理学院
- 经济管理学院
- 机电工程学院
- 新能源汽车学院
- 信息与通信工程学院
- 马克思主义学院
- 纺织服装与艺术设计学院
- 生物化工学院
- 公共基础课部
- 学前教育学院
- 中专部

### 师生概况
现有教职员工1380人，其中专兼职教师726人，教授24人，副教授322人，博士、硕士65人；全日制在校生1.2万人。